# ディビシオン・デ・オノール・フベニール
ディビシオン・デ・オノール・フベニール(División de Honor Juvenil de Fútbol)は、スペインのサッカーリーグ。18歳以下の選手のみからなるチームが所属できる。Liga Nacional de Fútbol Aficionado (LNFA)を通してスペインサッカー連盟(RFEF)が運営している。

## 開催概要
シーズンは9月第1週から開始され、4月または5月に終了する。全112チームを地域ごとに16チームずつ7つのグループに分ける。1グループ16チームによる2回総当りのホーム・アンド・アウェー方式で争われ、勝ち点によって順位を決定する。
各グループで優勝したチームがコパ・デ・カンペオネス・フベニールへの出場権を得る。一方、各グループの下位4チームはリーガ・ナシオナル・フベニールに降格となる。

## 歴史
1986年に16チームが所属するDivisión de Honor Sub-19という名の全国リーグとして創設された。しかし、国内各地を移動する必要性から財政難に陥るチームが現れるようになる。1993年にはレアル・バリャドリードが、1994年にはUDラス・パルマスとRCDエスパニョールが財政難によってリーグから降格させられた。また、同じく1994年にはレアル・マドリードが撤退した。これは第2のリザーブチームであるレアル・マドリードCがセグンダ・ディビシオンBで戦うようになったので、フベニール世代の選手をそちらに参戦させるほうが有効であると考えたからである。1994-95シーズンを最後にこのリーグは廃止され、新たに全国を6つの地域に分けた新しいリーグとして生まれ変わった。
2005-06シーズンには地域分けが見直され再編成された。さらに翌2006-07シーズンからは1グループが追加され、全7グループとなっている。

## 歴代優勝クラブ

### スーペルリーガ・フベニール
| シーズン | 優勝                     | 準優勝     |
| -------- | ------------------------ | ---------- |
| 1986-87  | レアル・マドリードCF     | バルセロナ |
| 1987-88  | レアル・マドリードCF     | バルセロナ |
| 1988-89  | アスレティック・ビルバオ | オサスナ   |
| 1989-90  | レアル・マドリードCF     | ベティス   |

### リーガ・デ・オノール・Sub-19
| シーズン | 優勝                     | 準優勝               |
| -------- | ------------------------ | -------------------- |
| 1990-91  | セビージャ               | バルセロナ           |
| 1991-92  | アスレティック・ビルバオ | レアル・マドリードCF |
| 1992-93  | レアル・マドリードCF     | バリャドリード       |
| 1993-94  | バルセロナ               | バレンシア           |
| 1994-95  | セビージャ               | バルセロナ           |

金はプレーオフ優勝、銀は同準優勝。
| シーズン  | グループ1      | グループ2        | グループ3      | グループ4  | グループ5                | グループ6      | グループ7    |
| --------- | -------------- | ---------------- | -------------- | ---------- | ------------------------ | -------------- | ------------ |
| 1995-96   | デポルティーボ | アスレティック   | バレンシア     | セビージャ | レアル・マドリードCF     | テネリフェ     | なし         |
| 1996-97   | セルタ         | レアル・ソシエダ | エスパニョール | セビージャ | レアル・マドリードCF     | ラス・パルマス | なし         |
| 1997-98   | オビエド       | レアル・ソシエダ | バレンシア     | セビージャ | レアル・マドリードCF     | ラス・パルマス | なし         |
| 1998-99   | バリャドリード | レアル・ソシエダ | エスパニョール | セビージャ | エルクレス               | テネリフェ     | なし         |
| 1999-2000 | バリャドリード | サラゴサ         | バルセロナ     | セビージャ | レアル・マドリードCF     | ラス・パルマス | なし         |
| 2000-01   | バリャドリード | オサスナ         | バルセロナ     | Goyu-Ryu   | アトレティコ・マドリード | ラス・パルマス | なし         |
| 2001-02   | セルタ         | サラゴサ         | エスパニョール | ベティス   | アトレティコ・マドリード | テネリフェ     | なし         |
| 2002-03   | サラマンカ     | アスレティック   | エスパニョール | マラガ     | アトレティコ・マドリード | テネリフェ     | なし         |
| 2003-04   | スポルティング | アスレティック   | エスパニョール | セビージャ | レアル・マドリードCF     | ラス・パルマス | なし         |
| 2004-05   | スポルティング | オサスナ         | バルセロナ     | セビージャ | アトレティコ・マドリード | ラス・パルマス | なし         |
| 2005-06   | バリャドリード | サラゴサ         | バルセロナ     | ベティス   | レアル・マドリードCF     | ラス・パルマス | なし         |
| 2006-07   | セルタ         | Antiguoko        | エスパニョール | マラガ     | レアル・マドリードCF     | ラス・パルマス | バレンシア   |
| 2007-08   | デポルティーボ | レアル・ソシエダ | エスパニョール | セビージャ | ラーヨ・バジェカーノ     | ラス・パルマス | ビジャレアル |
| 2008-09   | セルタ         | アスレティック   | バルセロナ     | セビージャ | アトレティコ・マドリード | テネリフェ     | ビジャレアル |
| 2009-10   | デポルティーボ | アスレティック   | バルセロナ     | ベティス   | レアル・マドリードCF     | ラス・パルマス | バレンシア   |
| 2010-11   | ラシン         | アスレティック   | バルセロナ     | セビージャ | レアル・マドリードCF     | ラス・パルマス | ビジャレアル |
| 2011-12   | スポルティング | レアル・ソシエダ | エスパニョール | セビージャ | アトレティコ・マドリード | ラス・パルマス | バレンシア   |
| 2012-13   | セルタ         | アスレティック   | バルセロナ     | セビージャ | レアル・マドリードCF     | ラス・パルマス | ビジャレアル |
| 2013-14   | ラシン         | レアル・ソシエダ | バルセロナ     | マラガ     | レアル・マドリードCF     | ラス・パルマス | バレンシア   |
| 2014-15   | セルタ         | レアル・ソシエダ | エスパニョール | マラガ     | ラーヨ・バジェカーノ     | ラス・パルマス | ビジャレアル |